# Sai-gawa
La rivière Sai (犀川, Sai-gawa) est un cours d'eau du Japon situé dans la préfecture de Nagano au Japon. Elle appartient au bassin versant du fleuve Shinano.

## Géographie
La rivière Sai prend sa source sur le versant sud-est du mont Yari (3 180 m) dans le nord-ouest de Matsumoto, sur l'île de Honshū, au Japon,. Au cœur du sud du parc national de Chūbu-Sangaku, son cours supérieur, appelé rivière Azusa (77 km), s'écoule vers le sud dans l'ouest de Matsumoto jusqu'au lac artificiel Azusa. L'émissaire du lac Azusa s'étire dans la direction du nord-est dans la partie centrale de Matsumoto, rejoint la rivière Narai avant de traverser l'est d'Azumino, le village d'Ikusaka, la limite est d'Ōmachi puis le sud de Nagano d'ouest en est avant de se jeter dans le fleuve Shinano, dont elle est le plus important affluent.
Long de 153 km, le cours d'eau est nommé rivière Sai au-delà de son point de confluence avec la rivière Narai. Son bassin versant s'étend sur 3 060 km2 dans le nord-ouest de la préfecture de Nagano.